# Saravan
Saravan (en arménien Սարավան ) est une communauté rurale du marz de Vayots Dzor, en Arménie. Comprenant également la localité d'Ughedzor, elle compte 241 habitants en 2008.